# The Butterfly Effect
The Butterfly Effect (oversat: Sommerfugleeffekten) er en amerikansk science fiction film og psykologisk thriller, som er skrevet og instrueret af Eric Bress og J. Mackye Gruber, hvor medvirkende inkluderer Ashton Kutcher og Amy Smart. Titlen referer til det hypotetiske eksempel inden for kaosteori, den såkaldte sommerfugleeffekt, hvori der fremsættes, at selv små forskelle i et dynamisk system, med tiden, vil medføre uforudsigelige konsekvenser. 
I filmen udnyttes sommerfugleeffekten af filmens hovedperson, der gentagende gange rejser tilbage i tiden, i forsøget på at ændre nutiden, hvilket viser sig at have uforudsigelige konsekvenser. Filmen fik ikke den store succes hos anmelderne, men fik, trods dette, stor kommerciel succes og formåede også at indtjene $96 mio. (570 mio. DKK) ud fra et budget på $13 mio. (77 mio. DKK). Filmen modtog ved Brussels International Fantastic Film Festival "Pegasus Audience Award"-prisen og blev nomineret i kategorien "Best Science Fiction Film" ved Saturn Awards og i kategorien "Choice Movie: Thriller" ved Teen Choice Awards.  

## Handling
Filmen starter i år 1998, hvor det fortælles at den unge mand, Evan Treborn, som blev seksuelt misbrugt som barn og deraf lider af psykologiske traumer, ofte har længerevarende black-outs og ofte i situationer, hvor han har stress. Imens han er sammen med pige, opdager han at ved at læse i sine egne dagbøger fra hans barn- og ungdom, er han i stand til at rejse tilbage i tiden til de gange, hvor han havde sine black-outs og derigennem ændre hans handlinger, som vil forandre hans nutid. Evan opdager dog snart, at hans ændrede handlinger har stor betydning for hans nutid, da hans alternative nutider varierer mellem, at han er college-studerende, i fængsel og amputationspatient. Hans anstrengelser med at ændre sin fortid er styret hans ønske om at gøre de mest ubehagelige oplevelser i sit liv om med henhold til sine mystiske black-outs, samtidig med at han vil redde sin barndomskæreste, Kayleigh, fra at blive seksuelt misbrugt af sin egen far og terroriseret af sin aggressive bror, Tommy. 
De handlinger, han gør og de handlinger, han påvirker andre til at gøre, ændrer tidslinjen til den nye nutid, han vågner op til. Idet han fortsætter sine tidsrejser, går det op for ham at selvom hans intentioner er de bedst mulige, har hans handlinger uforudsigelige konsekvenser. Derudover gør den store mængde af flere års minder fra flere alternative nutider, at Evan gradvist bliver hjerneskadet og har flere alvorlige næseblodsepisoder. Efter at Evan vågner op på en afdeling for mentalt forstyrrede personer, beslutter han sig for kun at forsøge at ændre nutiden for dem, han virkelig elsker. Til hans store rædsel går det op for ham, at han selv er grunden til sine medmenneskers ulykke og lidelse. 
Som sit endeligt, rejser Evan bevidst tilbage til sit første møde med Keyleigh, hvor han ved at skræmme hende væk, redder hendes liv. Han destruerer efterfølgende alle sine dagbøger for at forhindre, at han nogensinde igen skal forsøge at ændre noget i sin fortid. 
Filmen ender med at Evan flere år senere på sin vej fra arbejde, går forbi Kayleigh på gaden. De stopper begge kort op efter at have passeret hinanden og hvor det ses, at Kayleigh ser ud til svagt at huske Evan, husker Evan hende tydeligt, men undlader at tale til hende og de forsætter begge hver deres vej. 

## Medvirkende
- Ashton Kutcher som Evan Treborn
  - John Patrick Amedori som Evan, 13 år
  - Logan Lerman som Evan, 7 år
- Amy Smart som Kayleigh Miller
  - Irene Gorovaia som Kayleigh, 13 år
  - Sarah Widdows som Kayleigh, 7 år
- Elden Henson som Lenny Kagan
  - Kevin G. Schmidt som Lenny, 13 år
  - Jake Kaese som Lenny, 7 år
- William Lee Scott som Tommy Miller
  - Jesse James som Tommy, 13 år
  - Cameron Bright som Tommy, 7 år
- Melora Walters som Andrea Treborn
- Eric Stoltz som George Miller
- Ethan Suplee som Thumper
- Kevin Durand som Carlos
- Callum Keith Rennie som Jason Treborn
- Lorena Gale som Mrs. Boswell
- Nathaniel DeVeaux som Dr. Redfield
- Tara Wilson som Heidi
- Jesse Hutch som Spencer
- Jacqueline Stewart som Gwen

## Efterfølgere
The Butterfly Effect 2 blev udgivet på dvd i USA i oktober 2006, og var instrueret af John R. Leonetti. Selvom filmen overordnet ikke er relateret til den første film, er der dog mindre referencer til denne, da der bl.a. i en avis refereres til Evans far og hans sygdom, ligesom samme tidsrejsemetode bruges, dog ved brug af billeder frem for dagbøger. 
Den tredje film i serien, The Butterfly Effect 3: Revelations blev udgivet af After Dark Films i 2009. Denne efterfølger følger livet for en ung mand, der rejser tilbage i tiden i et forsøg på at opklare det mysteriet, der er omkring en high school venindes død. Denne film har ligeledes heller ikke relation til de to første og gør brug af lidt andre tidsrejsemetoder.